# Gyps coprotheres

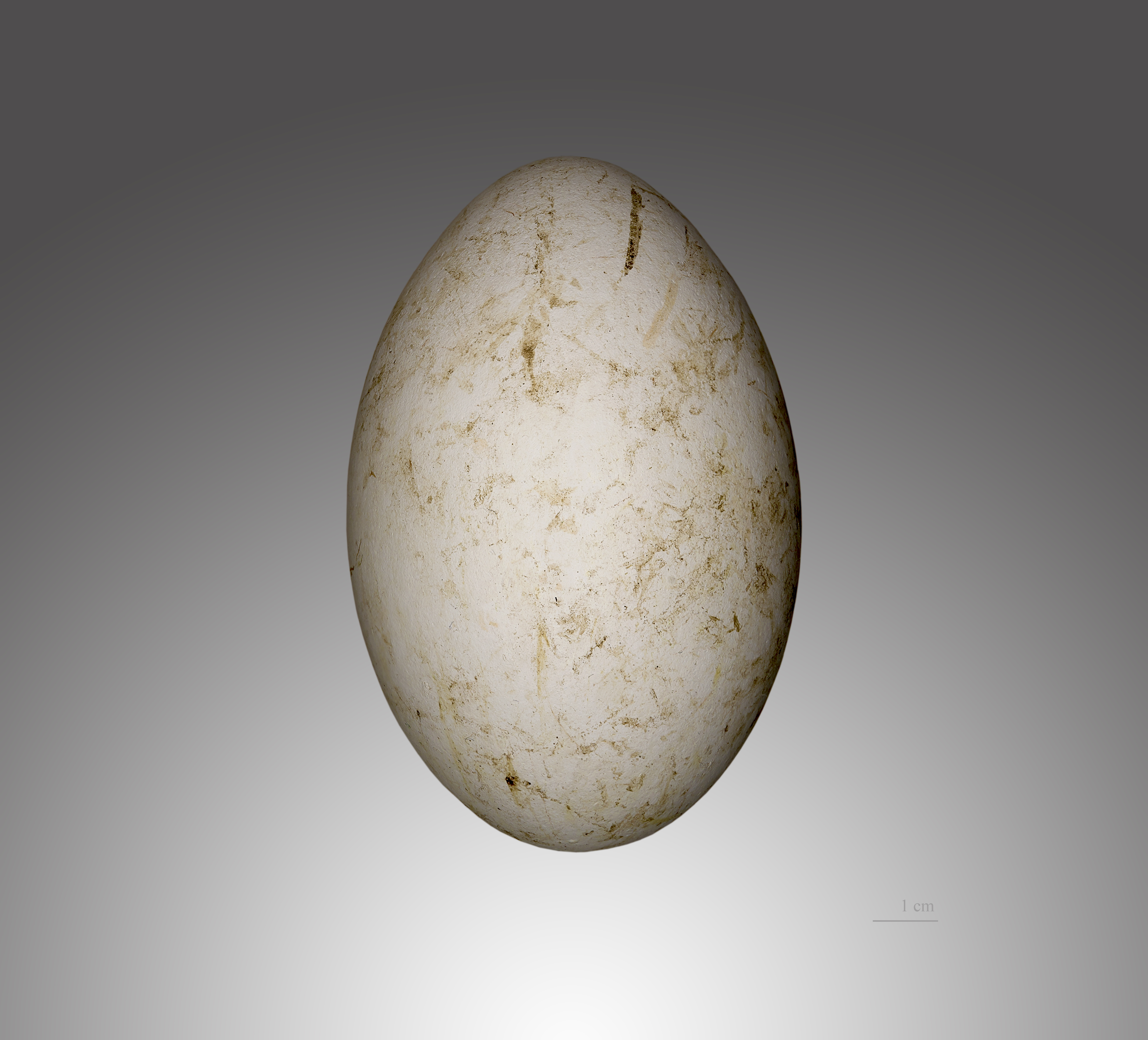
Gyps coprotheres

Gyps coprotheres là một loài chim trong họ Accipitridae.
Đây là loài đặc hữu của miền nam châu Phi, và được tìm thấy chủ yếu ở Nam Phi, Lesotho, Botswana và ở một số vùng phía bắc Namibia. Chúng xây tổ trên vách đá và đẻ một quả trứng mỗi năm. Từ năm 2015, loài kền kền này đã được phân loại là sắp nguy cấp.
Chiều dài trung bình của chim trưởng thành là khoảng 96–115 cm (38–45 in) với sải cánh 2,26–2,6 m (7,4–8,5 ft) và trọng lượng cơ thể 7–11 kg (15–24 lb). Hai miếng da trần nổi bật dưới cổ, cũng được tìm thấy trong kền kền cổ trắng, được cho là cảm biến nhiệt độ và được sử dụng để phát hiện sự hiện diện của nguồn nhiệt.
Loài kền kền này hiện diện ở Angola, Botswana, Lesotho, Mozambique, Nam Phi và Zimbabwe. Trước đây chúng cũng có thể được tìm thấy ở Namibia và Swaziland. Đôi khi âm đạo thỉnh thoảng được ghi nhận từ Cộng hòa Dân chủ Congo và Zambia.
Loài này thường sinh sản và ngủ trên vách đá trong hoặc gần núi, từ đó chúng có thể bay xa để tìm kiếm những xác động vật lớn mà chúng chuyên ăn. Mẫu vật theo dõi ở Namibia đã được tìm thấy có phạm vi nhà 11.800 - 22.500 km2 trong phạm vi.
Ở mũi phía đông của Nam Phi, loài kền kền này có nhiều khả năng chiếm các khu vực vách đá trên các gờ có độ sâu nhỏ hơn và ở độ cao cao hơn, bao quanh bởi các lãnh thổ. 